# اندیس کوه کفوت
کوه کفوت یک اندیس فلزی است که در حوالی شهر سردونیه استان کرمان قرار دارد و مادهٔ معدنی موجود در آن، مس است.سنگ میزبان این اندیس توف بلورین است و دیرینگی آن به دوران ائوسن می‌رسد. 